# Франц Барш
Франц Барш (нім. Franz Barsch; 30 листопада 1911, Берлін — 15 квітня 1945, Атлантичний океан) — німецький офіцер-підводник, капітан-лейтенант крігсмаріне.

## Біографія
1 жовтня 1930 року вступив на флот. З 25 лютого 1939 по 18 травня 1941 року — палубний і вахтовий офіцер на важкому крейсері «Адмірал Шеер». З 4 серпня 1941 по 4 липня 1943 року — командир торпедного корабля TFA-1 і дивізійний офіцер у 26-й флотилії. З липня 1943 по січень 1944 року пройшов курс підводника, в лютому-березні — курс командира підводного човна. З 17 травня 1844 року — командир підводного човна U-1235, на якому здійснив 2 походи (разом 44 дні в морі). 15 квітня 1945 року U-1235 був потоплений в Північній Атлантиці (42°54′ пн. ш. 30°25′ зх. д.) глибинними бомбами американських есмінців «Стентон» і «Фрост». Всі 57 членів екіпажу загинули.

## Звання
- Рекрут (1 жовтня 1930)
- Оберматрос (1 жовтня 1932)
- Матрос-єфрейтор (1 липня 1934)
- Боцмансмат (1 вересня 1934)
- Обербоцмансмат (1 вересня 1936)
- Штурман (1 серпня 1938)
- Оберштурман (1 квітня 1939)
- Оберфенріх-цур-зее (1 жовтня 1940)
- Лейтенант-цур-зее (1 січня 1941)
- Оберлейтенант-цур-зее (1 січня 1942)
- Капітан-лейтенант (1 грудня 1944)

## Нагороди
- Медаль «За вислугу років у Вермахті» 4-го класу (4 роки)
- Медаль «У пам'ять 1 жовтня 1938 року»
- Медаль «У пам'ять 22 березня 1939 року»
- Залізний хрест
  - 2-го класу (10 листопада 1940)
  - 1-го класу (1 квітня 1941)
- Нагрудний знак флоту (1941)